# Saint-Arnoult (Loir-et-Cher)
Saint-Arnoult é uma comuna francesa na região administrativa do Centro, no departamento de Loir-et-Cher. Estende-se por uma área de 9,57 km². Em 2010 a comuna tinha 325 habitantes (densidade: 34 hab./km²).